# Ludovicus van Miert
Ludovicus van Miert ('s-Hertogenbosch, 9 juni 1858 – Velp, 31 oktober 1927) was een jezuïet en onderwijzer die voornamelijk bekendheid verwierf als auteur door vele artikelen te schrijven met betrekking tot het katholicisme en geschiedkunde. 

## Loopbaan
Van Miert begon zijn loopbaan bij de jezuïeten in Sittard in het voormalige Dominicanenklooster waar sinds 1851 de jezuïeten waren ingetrokken en er een internaat vestigde. Sinds 1873 werd door hen een vleugel bijgebouwd wat bekend werd als het Sint-Aloysiuscollege en waar Van Miert onder andere werkzaam was als onderwijzer tot 1896. Vanaf dat jaar zette Van Miert zijn loopbaan voort op het noviciaat van het Mariëndaal klooster te Velp. De vakkennis van Van Miert ging hoofdzakelijk uit naar de kerkelijke geschiedenis van Nederland en het Sociëteit van Jezus. Daarnaast schreef de jezuïet vele artikelen in tijdschriften als: Studiën op godsdienstig, wetenschappelijk en letterkundig gebied, Taxandria: tijdschrift voor noordbrabantsche geschiedenis en volkskunde en Bossche bijdragen: bouwstoffen voor de geschiedenis van het bisdom 's-Hertogenbosch, waarbij Van Miert naast religieuze onderwerpen regelmatig ook geschied-, volks- en letterkundige stukken de revue liet passeren. Daarnaast heeft de geestelijke zich vanaf 1912 verdienstelijk gemaakt als toonaangevend biografieschrijver. Van Miert was vanaf de begin jaren betrokken bij het Nieuw Nederlandsch Biografisch Woordenboek en schreef tot 1924 een aantal honderd biografieën. Mede door zijn vele bijdragens werd Van Miert in 1933 ook genoemd in de De Katholieke Encyclopaedie, waar over het algemeen alleen prominenten individuen die verbonden zijn aan het katholieke geloof werden genoemd.